# Trichillum halffteri
Trichillum halffteri är en skalbaggsart som beskrevs av Martinez 1967. Trichillum halffteri ingår i släktet Trichillum och familjen bladhorningar. Inga underarter finns listade i Catalogue of Life.